# Liste der Kulturdenkmale in Selk
In der Liste der Kulturdenkmale in Selk sind alle Kulturdenkmale der schleswig-holsteinischen Gemeinde Selk (Kreis Schleswig-Flensburg) und ihrer Ortsteile aufgelistet (Stand: 14. April 2025).
Die Bodendenkmale sind in der Liste der Bodendenkmale in Selk aufgeführt.

## Legende
In den Spalten befinden sich folgende Informationen:
- Objekt-ID: die Nummer des Kulturdenkmales
- Lage: die Adresse des Kulturdenkmales und die geographischen Koordinaten. Kartenansicht, um Koordinaten zu setzen. In der Kartenansicht sind Kulturdenkmale ohne Koordinaten mit einem roten Marker dargestellt und können in der Karte gesetzt werden. Kulturdenkmale ohne Bild sind mit einem blauen Marker gekennzeichnet, Kulturdenkmale mit Bild mit einem grünen Marker.
- Offizielle Bezeichnung: Bezeichnung des Kulturdenkmales
- Beschreibung: die Beschreibung des Kulturdenkmales
- Bild: ein Bild des Kulturdenkmales

## Sachgesamtheiten
| Objekt-ID | Lage                          | Offizielle Bezeichnung | Beschreibung | Bild |
| --------- | ----------------------------- | ---------------------- | --- | ---- |
| 52295     | (54° 28′ 17″ N, 9° 34′ 51″ O) | Wassermühle Selk       | Wassermühle Selk; 1585-1960er; mehrgeschossiges Mühlengebäude und eingeschossiges Wohnhaus, breitgelagerte, traufständige Gelbsteinbauten von 1878/80 mit jüngeren Erweiterungen, winklig um eine gepflasterte Hoffläche gruppiert; im 16. Jh. angelegter Mühlenteich mit jüngerem nördlichem Mühlendamm und Mühlengraben mit Hubschütz - Begründung: geschichtlich, künstlerisch, technisch, Kulturlandschaft prägend - Schutzumfang: Wassermühle mit Mühlrad, Müllerwohnhaus, gepflasterte Hoffläche, Mühlenteich, Mühlendamm, Mühlengraben mit Hubschütz | BW   |

## Bauliche Anlagen
| Objekt-ID     | Lage                                       | Offizielle Bezeichnung       | Beschreibung | Bild                             |
| ------------- | ------------------------------------------ | ---------------------------- | --- | -------------------------------- |
| 9487 Wikidata | Königshügel (54° 28′ 38″ N, 9° 33′ 52″ O)  | Ehrenmal auf dem Königshügel | Alteintragung (Aktualisierung vorgesehen) Begründung: geschichtlich, künstlerisch Schutzumfang: gesamtes Objekt Denkmaltyp: Bauliche Anlage | weitere Fotos \| Fotos hochladen |
| 2650          | Mühlenweg 18 (54° 28′ 17″ N, 9° 34′ 53″ O) | Wassermühle                  | Wassermühle; 1878-1960er; drei- bis viergeschossiger traufständiger Gelbsteinbau über neun Achsen mit eternitgedeckten Satteldächern unterschiedlicher Höhe, geschossübergreifende Wandvorlagen im 1. und 2. OG, hofseitig überdachte Rampe, nördlich eingeschossiger Erweiterungstrakt mit Silos, im Inneren zwei Francisturbinen; eisernes Mühlenrad - Begründung: geschichtlich, technisch, Kulturlandschaft prägend - Schutzumfang: Wassermühle, Mühlrad - Denkmaltyp: Bauliche Anlage, Sachgesamtheit: Wassermühle Selk                                                                 | BW                               |
| 30610         | Mühlenweg 18 (54° 28′ 15″ N, 9° 34′ 52″ O) | Mühlerwohnhaus               | Müllerwohnhaus; 1880; eingeschossiger traufständiger Gelbsteinbau über neun Achsen auf stellenweise sehr hohem Granitquadersockel, mit schiefergedecktem Satteldach und befenstertem Drempel, die drei mittleren Achsen leicht vorgezogen und firsthoch übergiebelt mit Schwebegiebel, Eisengitter-Balkon und Mitteleingang mit Freitreppe, aufwändige Fassadengliederung durch detaillierte Wandvorlagen und Zierfriese - Begründung: geschichtlich, künstlerisch, Kulturlandschaft prägend - Schutzumfang: gesamtes Objekt - Denkmaltyp: Bauliche Anlage, Sachgesamtheit: Wassermühle Selk | BW                               |

## Quelle
- Liste der Kulturdenkmale in Schleswig-Holstein – Kreis Schleswig-Flensburg

- Karte mit allen Koordinaten:
- OSM |
- WikiMap